# 미천초등학교
미천초등학교는 대한민국 경상남도 진주시 미천면 안간리에 있는 공립 초등학교이다.

## 학교 연혁
- 1926년 4월 15일 미천공립보통학교(4년제) 개교설립인가 3월 31일
- 1938년 4월 1일 미천공립심상소학교(6년제) 개편[1]
- 1941년 4월 1일 미천공립국민학교로 개칭[2]
- 1946년 9월 1일 미천국민학교로 개명
- 1970년 1월 30일 위치 이전(미천면 어옥로 3)
- 1991년 3월 1일 상미국민학교 통폐합
- 1996년 3월 1일 미천초등학교로 개칭[3]
- 2007년 3월 1일 현 위치로 이전(안간초등학교 통합)
- 2008년 12월 24일 급식실 및 칠평관 준공
- 2016년 5월 9일 미천마루 준공
- 2017년 3월 1일 제26대 강경숙 교장 부임
- 2020년 2월 14일 제91회 졸업식 (7명 졸업/졸업생 누계 6.806명)
- 2020년 3월 1일 제27대 임명균 교장 부임
- 2021년 2월 10일 제92회 졸업식 (4명 졸업/졸업생 누계 6.810명)
- 2022년 2월 11일 제93회 졸업식 (4명 졸업/졸업생 누계 6.814명)

## 학교 상징
- 우리 학교 꽃 - 장미 : 장미처럼 아름답고 고운 마음씨를 기르자.
- 우리 학교 나무 - 은행나무 : 은행나무처럼 사회에 꼭 필요한 사람이 되자.

## 참고 자료
- 미천초등학교 - 한국교육학술정보원 학교알리미